# P3 Klubb
P3 Klubb var ett musikprogram på Sveriges Radio P3 som sändes på lördagskvällar mellan januari 1996 och januari 2006. Programledare var Calle Dernulf med gäster, ofta Germud Stenhag, Marimba Roney, Axwell eller Linda Nordeman.
Programmet, som under den första tiden var direktsänt, spelade musik i genrer som house, hip hop, drum & bass, soul, disco och techno.
P3 Klubb fick en senare efterföljare i P3 Klubbmix.